# Studio 2
Studio 2 ist ein Vorabend-Magazin des ORF, das seit 7. Jänner 2019 montags bis freitags um 17:30 Uhr auf ORF 2 ausgestrahlt wird. Auf diesem Sendeplatz ersetzte es das aus einem mobilen Studio gesendete Magazin Daheim in Österreich.
Das Magazin verknüpft Information, Service und Unterhaltung. Im Mittelpunkt stehen verschiedene Themen wie Aktuelles, Gesellschaft, Gesundheit, Essen, Garten, Kultur und Musik.

## Moderation
Die Sendung wurde bis Dezember 2024 jeweils wöchentlich abwechselnd von einem Moderationspaar präsentiert. Die üblichen Moderationspaare waren Verena Scheitz und Norbert Oberhauser sowie Birgit Fenderl und Martin Ferdiny. Manchmal kam es zu anderen Kombinationen der Moderatoren. Als Außenmoderatoren waren Jan Matejcek und Verena Hartlieb im Einsatz.
Im Dezember 2024 moderierten Birgit Fenderl und Verena Scheitz ihre letzte Sendung. Seit Jänner 2025 präsentiert Verena Hartlieb abwechselnd mit Norbert Oberhauser und Martin Ferdiny das Magazin jeweils allein.

## Inhalt
Die Sendung wurde bis Dezember 2024 aus einem Wiener Studio der Produktionsfirma Interspot gesendet. Seit 7. Jänner 2025 gibt es ein neues Studio im ORF-Mediencampus. Die zentralen Plätze des Studios sind ein Wohnzimmerbereich mit Sitzecke und ein Küchenblock. Dazu gehören eine Terrasse und ein Garten; zudem steht auch ein Klavier im Studio. Der Sendungsablauf setzt sich neben der Moderation aus Gesprächen mit Studiogästen, Zuschaltungen, Beiträgen und musikalischen sowie kulinarischen Darbietungen zusammen.
In jeder Ausgabe gab es in den ersten Jahren ein Gewinnspiel, wofür das Fernsehpublikum anrufen kann. Ein Zuschauer wurde durchgestellt und konnte mitspielen. Bei richtiger Antwort gewann der Kandidat einen Preis (meist Freizeitgutscheine). Z.B. wurde das Spiel „Wort im Bild“ gespielt. Dabei wurden drei Bilder eingeblendet, die etwas zeigten, was mit einem gemeinsamen Begriff ausgedrückt werden kann. Diesen Begriff galt es zu erraten. Ab etwa Frühjahr 2019 führt der Reporter Philipp Jelinek für einige Ausgaben pro Woche eine unterhaltsame Straßenumfrage zu einem nicht ganz ernst gemeinten Thema durch.
Für jeden Wochentag gibt es ein Programmschema mit verschiedenen Rubriken, die von bestimmten Personen (meist Experten auf dem jeweiligen Fachgebiet) präsentiert werden.
- Montag: Karl Ploberger („Der Pflanzenflüsterer“) gibt Ratschläge zum Thema Garten und Pflanzen (manchmal auch dienstags). Yanick Kurzweil ist als Experte für Social Media und Themen rund um das Internet zu Gast. In der Reihe „Balsam für die Seele“ geben Experten Tipps, um das seelische Gleichgewicht zu finden. Christoph Stein ist als Sachverständiger für „Altes und Gebrauchtes“ geladen, zeigt und beschreibt nostalgische Gegenstände. In den ersten Sendungen gab stattdessen Steffi Teuchmann mit ihren Töchtern Tipps zum Basteln.
- Dienstag: Zu einem medizinischen Thema ist ein Facharzt geladen. Des Weiteren wird in der Studioküche gekocht.
- Mittwoch: Abwechselnd kommen die Apothekerinnen Sonja Burghard und Irina Schwabegger-Wager ins Studio. Christine Reiler informiert über die moderne Medizin und Wolfgang Reichl gibt Ratschläge zum Thema Mode und Styling. Zudem wechseln sich die ORF-Kultur-Moderatorin Teresa Vogl und die ORF-Literaturexpertin Katja Gasser 14-täglich ab. Vogl besucht Künstler und berichtet über aktuelle Produktionen aus dem Bereich der Kultur. Gasser stellt Neuerscheinungen von Büchern vor.
- Donnerstag: Der Hundetrainer Florian Günther („Der Hundeflo“) berät über den richtigen Umgang mit Hunden. Darüber hinaus sind Experten zum Thema Garten und Floristik geladen. Seit 11. April 2019 stellt Reiseexpertin Hanni Stanek ein Reiseziel vor. In den ersten Sendungen besuchte Elisabeth Engstler in der Rubrik „Die Unbezahlbaren“ Menschen, die ehrenamtlichen Tätigkeiten nachgehen.
- Freitag: Marion Nachtwey informiert über das Society-Geschehen der Woche. Molekularbiologe Fritz Treiber vom Geschmackslabor der Karl-Franzens-Universität Graz informiert über die Zusammensetzung industrieller Lebensmittel anschaulich in der Studioküche. Abwechselnd mit Treiber informiert Kulinarik-Journalistin Katharina Seiser mit einer Warenkunde über ein bestimmtes Nahrungsmittel.[4]

Insgesamt ist die Sendung vom Konzept her stark dem bis August 2017 ausgestrahlten Magazin heute leben beziehungsweise noch früheren Vorabend-Magazinen angelehnt.
Seit Anfang 2025 gibt es folgende Fixpunkte im Wochenprogramm:
- Montag: Fritz Dittlbacher zu aktuellen Nachrichtenthemen, Tierarzt, Fit in die Woche
- Dienstag: Bornemann, medizinischer Studiogast, Kochen
- Mittwoch: Frag den Bürger, Schotti unterwegs
- Donnerstag: Garten, Buchtipps
- Freitag: Ernährungstipp, Society-Nachrichten, Mode

Jeden Tag gibt es einen Stargast, als Außenreporter fungiert Jan Matejcek.

## Hintergrund
Studio 2 ist Teil der 2019 aufgefrischten Kontur des Senders ORF 2. Die rote Zahl „2“ im Logo der Sendung, welches farblos rechts unten im Fernsehbild eingeblendet wird, steht für den Sender. Am Tag des Sendungsdebüts, dem 7. Jänner, ging auch der Leitspruch „Wir sind ORF 2“ erstmals auf Sendung. Damit soll der Sender ein stärkeres Alleinstellungsmerkmal innerhalb des ORF bekommen. Die Vorgängersendung Daheim in Österreich wurde abgesetzt, da sie sich beim Publikum in ihrer knapp anderthalbjährigen Geschichte nicht gut etablieren konnte und im Gegensatz zum vorherigen Format heute leben sieben Prozent Marktanteil einbüßte. Mit Studio 2 soll neben dem bei diesen Sendungen traditionell stärker vertretenen älteren Publikum auch ein jüngeres angesprochen werden.

## Spezialausgaben
Am 30. Jänner 2019 wurde eine Spezialausgabe anlässlich der starken Schneefälle der vorangegangenen Wochen an der Alpennordseite ausgestrahlt. Es wurde aus den betroffenen Gebieten berichtet sowie Gespräche mit Betroffenen und Experten geführt.
Aufgrund der Coronavirus-Pandemie wurde vom 16. März 2020, dem Beginn der Ausgangsbeschränkungen in Österreich, bis zum 9. April 2020 zusätzlich zur regulären eine weitere ebenfalls etwa 55-minütige Ausgabe unter dem Titel Studio 2 Extra um 16:00 Uhr anstelle der Barbara Karlich Show gesendet. Sie wurde jeweils vom selben Moderationspaar wie die Hauptausgabe präsentiert und war auch inhaltlich gleich ausgerichtet. Neben aktuellen Informationen rund um die Pandemie wurden vor allem Haushaltstipps gezeigt.
Vom 3. bis 5. November 2020 gab es anlässlich des Terroranschlags in Wien 2020 erneut je um 16 Uhr ein Studio 2 Extra in Form einer Gesprächsrunde mit Experten und Journalisten.
Im Studio 2 Spezial vom 30. April 2021 wurden jene 27 Pflegekräfte, die mit dem Titel „PflegerIn mit Herz“ 2020 ausgezeichnet wurden, vorgestellt.